# Tirhanimîne
Tirhanimîne är en ort i Marocko.   Den ligger i regionen Tanger-Tétouan-Al Hoceïma, 290 km nordost om huvudstaden Rabat.